# 大雁塔北广场

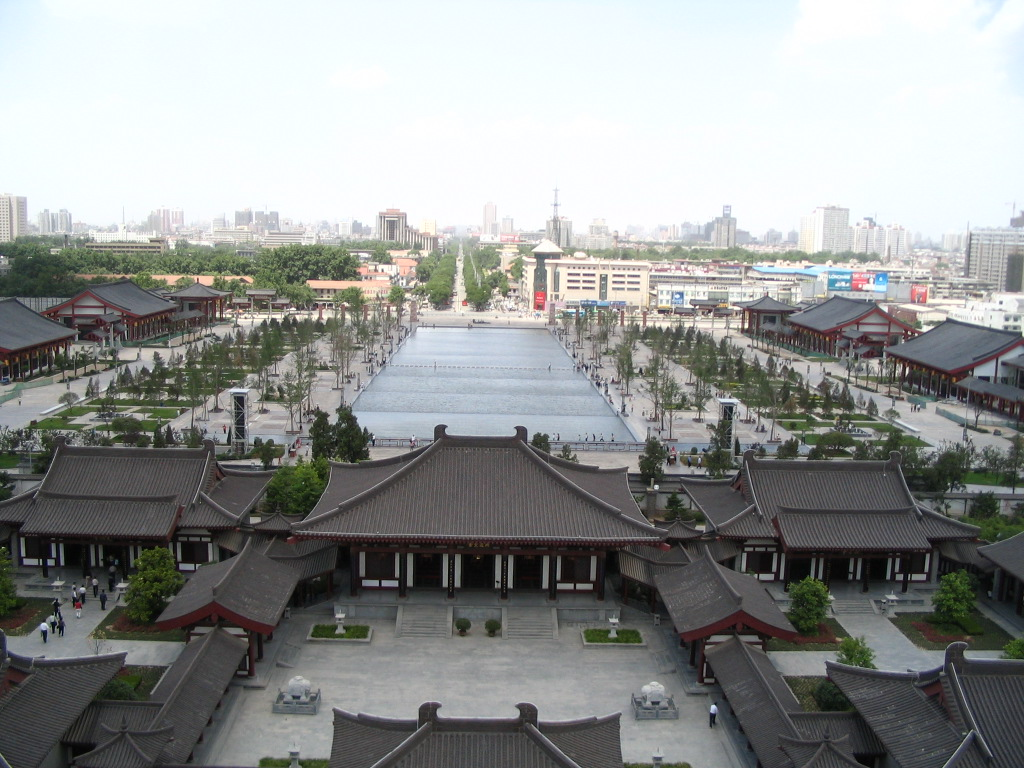
从大雁塔上拍摄的广场

大雁塔北广场位于中国陕西省西安市大慈恩寺北。位于西安火车站与大雁塔的连接线，是大唐不夜城规划的重要组成部分。北端有西安地铁3号线的大雁塔站。建成时被称为亚洲当时最大的音乐喷泉广场和水景广场。
大雁塔北广场北起雁塔路南端，南接大慈恩寺北外墙，东到广场东路，西到广场西路，东西宽218米，南北长364米，占地100余亩。
整个广场以大雁塔为中心轴三等分，中央为主景水道，左右两侧分置“唐诗园林区”、“法相花坛区”、“禅修林树区”等景观，广场南端设置“水景落瀑”、“主题水景”、“观景平台”等景观。
利用南北高差9米，大雁塔北广场设计九级踏步，每个台阶五步，每级水池有7级叠水，与大雁塔7层相印合。由北往南逐步拾阶而上。

## 西安大雁塔音乐喷泉
西安大雁塔喷泉是亚洲最大的矩阵式音乐喷泉，坐落于大雁塔北广场，于2003年12月31日首次与世人见面。
整个广场由水景喷泉、文化广场、园林景观、文化长廊等组成。